# Muscoli scaleni
I muscoli scaleni sono un gruppo di tre o quattro paia di muscoli, pari e simmetrici, situati nella regione laterale del collo.

## Anatomia
I muscoli scaleni si distinguono in:
- scaleno anteriore;
- scaleno medio;
- scaleno posteriore.

Hanno origine dal processo trasverso delle vertebre cervicali, dalla seconda alla settima, e si inseriscono sulla prima e sulla seconda costa. Sono superficialmente in rapporto con altri muscoli, quali il muscolo sternocleidomastoideo e il muscolo omoioideo. 

### Muscolo scaleno minimo
Nel 30% circa delle persone è inoltre presente un quarto muscolo scaleno, lo scaleno minimo, che origina dal tubercolo anteriore del processo trasverso della vertebra prominente (C7) e si inserisce anch'esso sulla prima costa, oltre che sulla cupola pleurica. Dal suo tendine parte il legamento pleurale trasverso, costituito da varie lacinie tendinee: quando si contrae il muscolo, la cupola pleurica si alza.

## Azione ed innervazione
I muscoli scaleni sono innervati dai rami anteriori del nervi spinali cervicali da C3 a C8.
L'azione dei muscoli scaleni anteriore e medio consiste nell'elevazione della prima costa e nella rotazione del collo sul lato opposto; lo scaleno posteriore consente di elevare la seconda costa e ruotare il collo dalla stessa parte. Avendo azione elevatoria sulle coste, fanno parte del gruppo dei muscoli inspiratori.